# 蕭克
蕭 克（しょう こく、1907年7月14日 - 2008年10月24日）は、中華人民共和国の軍人。中国人民解放軍の上将。

## 略歴
1926年、国民革命軍に参加し、中国共産党に入党。1927年、国民革命軍第24師連（中隊）長となり、北伐戦争と南昌起義に参加した。土地革命戦争以後、湖南宜章黄沙堡遊撃隊隊長、中国工農紅軍第4軍連長、営（大隊）長、第1縦隊参謀長、第12師師長、紅1方面軍独立第5師師長、紅8軍軍長、紅6軍団軍団長、紅2方面軍副総指揮、紅31軍軍長を歴任する。長征に参加。
日中戦争時、八路軍第120師副師長、冀熱察挺進軍司令員、晋察冀軍区副司令員を歴任。
国共内戦時、華北軍区副司令員兼華北軍政大学副校長、第4野戦軍参謀長兼華中軍区参謀長。
中華人民共和国建国後、中国共産党中央軍事委員会軍訓部部長、中国人民解放軍訓練総監部副部長、部長、国防部副部長、中華人民共和国農墾部副部長、中華人民共和国軍政大学校長、国防部副部長兼軍事学院院長・第一政治委員を歴任。1955年、上将の階級を授与される。
第1回、第2回、第3回国防委員会委員、中国人民政治協商会議第5回全国委員会副主席、中国共産党第8回中央委員、第10回候補中央委員、第11回中央委員。中国共産党第12回一中全会上において、中央顧問委員会常務委員に選出。

## 人物
紅6軍団軍団長任命時、僅か25歳であり、当時最年少の将軍だった。読書を好み、漢詩を吟じたことから「儒将」と呼ばれた。紅軍中の文化人として知られていたことから、賀竜の娘、賀捷生（後に少将）の名付け親ともなった。建国後、長編小説「浴血羅霄」を執筆したが、1958年に教条主義として批判され日の目を見ず、1988年になって正式出版された。
比較的自由な論調で知られる『炎黄春秋』誌を強く支持し、後ろ盾となってきた。
息子は、蕭星華。

## 著書
- 蕭克 (1988), 浴血罗霄, 解放军文艺出版社, ISBN 9787503300653
- 蕭克 (1997), 萧克回忆录, 解放军出版社, ISBN 9787506533386